# Scytodes fusca

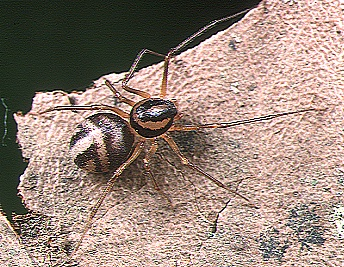
S. fusca

Scytodes fusca és una espècie d'aranyes araneomorfes de la família dels escitòdids (Scytodidae). Fou descrit per primera vegada l'any 1837 per Charles Athanase Walckenaer. És anomenada brown spitting spider (aranya escopidora marró).
És pròpia d'Amèrica Central i Amèrica del Sud. Ha estat introduïda a Europa, Àfrica tropical, Seychelles, Myanmar, Xina, Japó, i Hawaii.

## Sinonímies
Segons el World Spider Catalog versió 19.0 (2018), existeixen les següents espècies fòssils:
- Scytodes domestica Doleschall, 1859
- Scytodes guianensis Taczanowski, 1872
- Dictis fumida Thorell, 1891
- Scytodes hebraica Simon, 1892
- Scytodes bajula Simon, 1892
- Scytodes atrofusca Strand, 1916
- Scytodes campinensis Mello-Leitão, 1918
- Scytodes discolor Mello-Leitão, 1918
- Scytodes iguassuensis Mello-Leitão, 1918
- Scytodes nannipes Chamberlin & Ivie, 1936
- Scytodes torquatus Kraus, 1955